# Lista de bens tombados em Triunfo (Pernambuco)
A lista de bens tombados de Triunfo reúne itens do patrimônio cultural e histórico de Triunfo (Pernambuco). Os atos de tombamento municipal foram realizados pela Prefeitura Municipal de Triunfo (PMT). Os tombamentos estaduais foram realizados pela Fundação do Patrimônio Artístico e Histórico de Pernambuco (Fundarpe).
Dentre os patrimônios tombados está a Antiga Cadeia Pública que foi tombada pela Prefeitura de Triunfo devido a importância cultural que o edifício tem para a cidade. O monumento é público e urbano e está em estado de conservação preservado.
| Imagem | Bem                                                | Data de fundação | Coordenadas                 | Tombamento                                                   | Referência |
| ------ | -------------------------------------------------- | ---------------- | --------------------------- | ------------------------------------------------------------ | ---------- |
|        | Antiga Cadeia Pública                              |                  | 7° 50′ 22″ S, 38° 06′ 12″ O | bem tombado pela PMT                                         |            |
|        | Antiga Casa de Câmara e Cadeia                     |                  | 7° 50′ 22″ S, 38° 06′ 12″ O | bem tombado pela PMT                                         |            |
|        | Antigo Matadouro                                   |                  | 7° 50′ 23″ S, 38° 06′ 15″ O | bem tombado pela PMT                                         |            |
|        | Arco de Lampião                                    |                  | 7° 50′ 21″ S, 38° 05′ 57″ O | bem tombado pela PMT                                         |            |
|        | Arruado São Vicente                                |                  |                             | bem tombado pela PMT                                         |            |
|        | Casa Paroquial                                     |                  | 7° 50′ 23″ S, 38° 06′ 11″ O | bem tombado pela PMT                                         |            |
|        | Casa de Elezier Xavier                             |                  | 7° 50′ 16″ S, 38° 06′ 09″ O | bem tombado pela PMT                                         |            |
|        | Casarão de João Barbosa                            |                  | 7° 50′ 14″ S, 38° 06′ 12″ O | bem tombado pela PMT                                         |            |
|        | Castelinho                                         |                  | 7° 50′ 15″ S, 38° 06′ 15″ O | bem tombado pela PMT                                         |            |
|        | Cine Teatro Guarany                                |                  | 7° 50′ 14″ S, 38° 06′ 22″ O | bem tombado pela FUNDARPE                                    |            |
|        | Conjunto Urbano da R. Dr. José Cordeiro de Lima    |                  |                             | bem tombado pela PMT                                         |            |
|        | Conjunto Urbano da R. Padre Ibiapina               |                  | 7° 50′ 17″ S, 38° 06′ 13″ O | bem tombado pela PMT                                         |            |
|        | Conjunto Urbano do Arruado Alto da Boa Vista       |                  |                             | bem tombado pela PMT                                         |            |
|        | Escola São Vicente de Paula                        |                  | 7° 50′ 17″ S, 38° 06′ 14″ O | bem tombado pela PMT                                         |            |
|        | Hotel Triunfo                                      |                  | 7° 50′ 15″ S, 38° 06′ 11″ O | bem tombado pela PMT                                         |            |
|        | Igreja Matriz de Nossa Senhora das Dores           |                  | 7° 50′ 20″ S, 38° 06′ 09″ O | bem tombado pela PMT                                         |            |
|        | Igreja Nossa Senhora do Rosário                    |                  | 7° 50′ 21″ S, 38° 06′ 12″ O | bem tombado pela PMT                                         |            |
|        | Igreja de São Luiz Gonzaga                         |                  | 7° 50′ 16″ S, 38° 06′ 13″ O | bem tombado pela PMT                                         |            |
|        | Imóvel de João Marçal                              |                  |                             | bem tombado pela PMT                                         |            |
|        | Imóvel de Oscar Lopes                              |                  |                             | bem tombado pela PMT                                         |            |
|        | Imóvel à Av. Getúlio Vargas, nº 104                |                  | 7° 50′ 14″ S, 38° 06′ 07″ O | bem tombado pela PMT                                         |            |
|        | Imóvel à Av. Getúlio Vargas, nº 207                |                  | 7° 50′ 15″ S, 38° 06′ 07″ O | bem tombado pela PMT                                         |            |
|        | Imóvel à Av. Getúlio Vargas, nº 248                |                  | 7° 50′ 12″ S, 38° 06′ 11″ O | bem tombado pela PMT                                         |            |
|        | Imóvel à Av. Getúlio Vargas, nº 251                |                  | 7° 50′ 14″ S, 38° 06′ 09″ O | bem tombado pela PMT                                         |            |
|        | Imóvel à Av. Getúlio Vargas, nº 357                |                  | 7° 50′ 13″ S, 38° 06′ 12″ O | bem tombado pela PMT                                         |            |
|        | Imóvel à Av. Getúlio Vargas, nº 85                 |                  | 7° 50′ 17″ S, 38° 06′ 04″ O | bem tombado pela PMT                                         |            |
|        | Imóvel à Av. Getúlio Vargas, s/n                   |                  |                             | bem tombado pela PMT                                         |            |
|        | Imóvel à Av. José Bezerra, nº 105                  |                  | 7° 50′ 19″ S, 38° 06′ 03″ O | bem tombado pela PMT                                         |            |
|        | Imóvel à Av. José Bezerra, nº 43 e Sobrado Vizinho |                  | 7° 50′ 20″ S, 38° 06′ 01″ O | bem tombado pela PMT                                         |            |
|        | Imóvel à Av. José Bezerra, nº 53                   |                  | 7° 50′ 20″ S, 38° 06′ 01″ O | bem tombado pela PMT                                         |            |
|        | Imóvel à Av. José Bezerra, nº 64                   |                  |                             | bem tombado pela PMT                                         |            |
|        | Imóvel à Av. José Bezerra, nº 98                   |                  |                             | bem tombado pela PMT                                         |            |
|        | Imóvel à Praça Elizeu Diniz, nº 02                 |                  | 7° 50′ 21″ S, 38° 06′ 11″ O | bem tombado pela PMT                                         |            |
|        | Imóvel à Praça Irmã Jerônima Zier, nº 110          |                  | 7° 50′ 23″ S, 38° 06′ 06″ O | bem tombado pela PMT                                         |            |
|        | Imóvel à Praça Irmã Jerônima Zier, nº 120          |                  | 7° 50′ 23″ S, 38° 06′ 07″ O | bem tombado pela PMT                                         |            |
|        | Imóvel à Praça Pio X, nº 8 a 14                    |                  | 7° 50′ 21″ S, 38° 06′ 08″ O | bem tombado pela PMT                                         |            |
|        | Imóvel à Praça XV de Novembro, nº 168              |                  | 7° 50′ 17″ S, 38° 06′ 10″ O | bem tombado pela PMT                                         |            |
|        | Imóvel à Praça XV de Novembro, nº 26               |                  |                             | bem tombado pela PMT                                         |            |
|        | Imóvel à Rua Coronel Monteiro, nº 70               |                  | 7° 50′ 22″ S, 38° 06′ 08″ O | bem tombado pela PMT                                         |            |
|        | Imóvel à Rua Coronel Monteiro, nº 80               |                  | 7° 50′ 23″ S, 38° 06′ 07″ O | bem tombado pela PMT                                         |            |
|        | Imóvel à Rua Coronel Monteiro, nº 86               |                  | 7° 50′ 23″ S, 38° 06′ 07″ O | bem tombado pela PMT                                         |            |
|        | Imóvel à Rua Deodato Monteiro, nº 27               |                  | 7° 50′ 19″ S, 38° 06′ 12″ O | bem tombado pela PMT                                         |            |
|        | Imóvel à Rua Deodato Monteiro, nº 46               |                  | 7° 50′ 19″ S, 38° 06′ 13″ O | bem tombado pela PMT                                         |            |
|        | Imóvel à Rua Doutor José Cordeiro Lima, s/n        |                  |                             | bem tombado pela PMT                                         |            |
|        | Imóvel à Rua Doutor José Cordeiro Lima, s/n        |                  |                             | bem tombado pela PMT                                         |            |
|        | Imóvel à Rua Frei Ângelo, nº 111                   |                  | 7° 50′ 19″ S, 38° 06′ 06″ O | bem tombado pela PMT                                         |            |
|        | Imóvel à Rua Frei Ângelo, nº 114                   |                  | 7° 50′ 19″ S, 38° 06′ 07″ O | bem tombado pela PMT                                         |            |
|        | Imóvel à Rua Frei Ângelo, nº 115                   |                  | 7° 50′ 19″ S, 38° 06′ 06″ O | bem tombado pela PMT                                         |            |
|        | Imóvel à Rua Frei Ângelo, nº 118                   |                  | 7° 50′ 20″ S, 38° 06′ 07″ O | bem tombado pela PMT                                         |            |
|        | Imóvel à Rua Frei Ângelo, nº 121                   |                  | 7° 50′ 20″ S, 38° 06′ 06″ O | bem tombado pela PMT                                         |            |
|        | Imóvel à Rua Frei Ângelo, nº 122                   |                  | 7° 50′ 20″ S, 38° 06′ 07″ O | bem tombado pela PMT                                         |            |
|        | Imóvel à Rua Frei Ângelo, nº 79H                   |                  | 7° 50′ 19″ S, 38° 06′ 06″ O | bem tombado pela PMT                                         |            |
|        | Imóvel à Rua Joaquim Távora, nº 107                |                  | 7° 50′ 21″ S, 38° 06′ 05″ O | bem tombado pela PMT                                         |            |
|        | Imóvel à Rua Joaquim Távora, nº 47                 |                  |                             | bem tombado pela PMT                                         |            |
|        | Imóvel à Rua Joaquim Távora, nº 49                 |                  |                             | bem tombado pela PMT                                         |            |
|        | Imóvel à Rua Lucas Donato, nº 08                   |                  | 7° 50′ 17″ S, 38° 06′ 05″ O | bem tombado pela PMT                                         |            |
|        | Imóvel à Rua Lucas Donato, nº 14                   |                  | 7° 50′ 17″ S, 38° 06′ 05″ O | bem tombado pela PMT                                         |            |
|        | Imóvel à Rua Lucas Donato, nº 30                   |                  | 7° 50′ 17″ S, 38° 06′ 05″ O | bem tombado pela PMT                                         |            |
|        | Imóvel à Rua Manoel Diniz, nº 54                   |                  |                             | bem tombado pela PMT                                         |            |
|        | Imóvel à Rua Manoel Diniz, nº 76                   |                  |                             | bem tombado pela PMT                                         |            |
|        | Imóvel à Rua Manoel Diniz, nº 80                   |                  |                             | bem tombado pela PMT                                         |            |
|        | Imóvel à Rua Manoel Pereira Lima, nº 252           |                  |                             | bem tombado pela PMT                                         |            |
|        | Imóvel à Rua Manoel Pereira Lima, nº 265           |                  | 7° 50′ 14″ S, 38° 06′ 13″ O | bem tombado pela PMT                                         |            |
|        | Imóvel à Rua Manoel Siqueira Campos, nº 16         |                  | 7° 50′ 17″ S, 38° 06′ 10″ O | bem tombado pela PMT                                         |            |
|        | Imóvel à Rua Manoel Siqueira Campos, nº 26         |                  | 7° 50′ 17″ S, 38° 06′ 10″ O | bem tombado pela PMT                                         |            |
|        | Imóvel à Rua Manoel Siqueira Campos, nº 36         |                  | 7° 50′ 17″ S, 38° 06′ 10″ O | bem tombado pela PMT                                         |            |
|        | Imóvel à Rua Olímpio Wanderley, nº 49              |                  | 7° 50′ 18″ S, 38° 06′ 07″ O | bem tombado pela PMT                                         |            |
|        | Imóvel à Rua Olímpio Wanderley, nº 59              |                  | 7° 50′ 17″ S, 38° 06′ 08″ O | bem tombado pela PMT                                         |            |
|        | Imóvel à Rua Olímpio Wanderley, nº 67              |                  | 7° 50′ 17″ S, 38° 06′ 08″ O | bem tombado pela PMT                                         |            |
|        | Imóvel à Rua Padre Ibiapina, nº 03                 |                  | 7° 50′ 15″ S, 38° 06′ 15″ O | bem tombado pela PMT                                         |            |
|        | Imóvel à Rua Padre Ibiapina, nº 26                 |                  |                             | bem tombado pela PMT                                         |            |
|        | Imóvel à Rua Padre Ibiapina, nº 88                 |                  | 7° 50′ 16″ S, 38° 06′ 13″ O | bem tombado pela PMT                                         |            |
|        | Imóvel à Rua Padre Ibiapina, s/n                   |                  |                             | bem tombado pela PMT                                         |            |
|        | Imóvel à Rua Tenente Siqueira Campos, nº 06        |                  |                             | bem tombado pela PMT                                         |            |
|        | Imóvel à Rua Tenente Siqueira Campos, nº 107       |                  |                             | bem tombado pela PMT                                         |            |
|        | Imóvel à Rua Tenente Siqueira Campos, nº 34        |                  |                             | bem tombado pela PMT                                         |            |
|        | Imóvel à Rua Tenente Siqueira Campos, nº 84        |                  |                             | bem tombado pela PMT                                         |            |
|        | Imóvel à Rua Tenente Siqueira Campos, nº 90        |                  |                             | bem tombado pela PMT                                         |            |
|        | Imóvel à Rua Tenente Siqueira Campos, s/n          |                  |                             | bem tombado pela PMT                                         |            |
|        | Imóvel à Rua Ulisses Wanderley, nº 79              |                  | 7° 50′ 22″ S, 38° 06′ 05″ O | bem tombado pela PMT                                         |            |
|        | Maçonaria                                          |                  |                             | bem tombado pela PMT                                         |            |
|        | Museu do Cangaço e da Cidade                       |                  |                             | bem tombado pela PMT                                         |            |
|        | Ossuário do Frei Fernando                          |                  | 7° 50′ 04″ S, 38° 06′ 13″ O | bem tombado pela PMT                                         |            |
|        | Prédio da Paróquia                                 |                  | 7° 50′ 21″ S, 38° 06′ 02″ O | bem tombado pela PMT                                         |            |
|        | Prédio das Casas Pernambucanas                     |                  |                             | bem tombado pela PMT                                         |            |
|        | Prédio de Expedito Viana                           |                  |                             | bem tombado pela PMT                                         |            |
|        | Prédio de Nilson Henrique                          |                  |                             | bem tombado pela PMT                                         |            |
|        | Quilombo Segredo                                   |                  | 7° 53′ 52″ S, 38° 01′ 53″ O | quilombo tombado pela Constituição Federal do Brasil de 1988 |            |
|        | Quilombo Águas Claras                              |                  | 7° 52′ 06″ S, 38° 05′ 13″ O | quilombo tombado pela Constituição Federal do Brasil de 1988 |            |
|        | Residência da Família Florentino                   |                  | 7° 50′ 23″ S, 38° 06′ 10″ O | bem tombado pela PMT                                         |            |
|        | Residência de Adelmo Rodrigues                     |                  |                             | bem tombado pela PMT                                         |            |
|        | Residência de Agameon Lima                         |                  | 7° 50′ 18″ S, 38° 06′ 04″ O | bem tombado pela PMT                                         |            |
|        | Residência de Alexandrina                          |                  | 7° 50′ 19″ S, 38° 06′ 12″ O | bem tombado pela PMT                                         |            |
|        | Residência de Alexandrina Bezerra                  |                  | 7° 50′ 22″ S, 38° 06′ 09″ O | bem tombado pela PMT                                         |            |
|        | Residência de Antônio Bertoudo                     |                  | 7° 50′ 18″ S, 38° 06′ 11″ O | bem tombado pela PMT                                         |            |
|        | Residência de Antônio Diniz                        |                  |                             | bem tombado pela PMT                                         |            |
|        | Residência de Antônio Queiroz                      |                  |                             | bem tombado pela PMT                                         |            |
|        | Residência de Antônio Soares                       |                  | 7° 50′ 22″ S, 38° 06′ 10″ O | bem tombado pela PMT                                         |            |
|        | Residência de Antônio Viana                        |                  | 7° 50′ 18″ S, 38° 06′ 06″ O | bem tombado pela PMT                                         |            |
|        | Residência de Augusto Cabaú                        |                  | 7° 50′ 15″ S, 38° 06′ 15″ O | bem tombado pela PMT                                         |            |
|        | Residência de Caboclo Guarda                       |                  | 7° 50′ 23″ S, 38° 06′ 08″ O | bem tombado pela PMT                                         |            |
|        | Residência de Caldas Freire                        |                  |                             | bem tombado pela PMT                                         |            |
|        | Residência de Carmelina Nogueira                   |                  | 7° 50′ 19″ S, 38° 06′ 12″ O | bem tombado pela PMT                                         |            |
|        | Residência de Carminha Feitosa                     |                  | 7° 50′ 17″ S, 38° 06′ 12″ O | bem tombado pela PMT                                         |            |
|        | Residência de Deodato Pereira                      |                  | 7° 50′ 22″ S, 38° 06′ 10″ O | bem tombado pela PMT                                         |            |
|        | Residência de Dona Elisa                           |                  | 7° 50′ 19″ S, 38° 06′ 12″ O | bem tombado pela PMT                                         |            |
|        | Residência de Durval Barros                        |                  | 7° 50′ 22″ S, 38° 06′ 08″ O | bem tombado pela PMT                                         |            |
|        | Residência de Eleuzine Gonçalves                   |                  | 7° 50′ 19″ S, 38° 06′ 04″ O | bem tombado pela PMT                                         |            |
|        | Residência de Emília Granja                        |                  | 7° 50′ 21″ S, 38° 06′ 07″ O | bem tombado pela PMT                                         |            |
|        | Residência de Ester Viana                          |                  | 7° 50′ 17″ S, 38° 06′ 07″ O | bem tombado pela PMT                                         |            |
|        | Residência de Etelvina Gonçalves                   |                  | 7° 50′ 19″ S, 38° 06′ 04″ O | bem tombado pela PMT                                         |            |
|        | Residência de Expedito Martins                     |                  | 7° 50′ 21″ S, 38° 06′ 05″ O | bem tombado pela PMT                                         |            |
|        | Residência de Guiomar Sá                           |                  | 7° 50′ 15″ S, 38° 06′ 15″ O | bem tombado pela PMT                                         |            |
|        | Residência de Jakson Diniz                         |                  | 7° 50′ 17″ S, 38° 06′ 12″ O | bem tombado pela PMT                                         |            |
|        | Residência de Jerônimo Santos                      |                  |                             | bem tombado pela PMT                                         |            |
|        | Residência de Joaquim Diniz                        |                  | 7° 50′ 20″ S, 38° 06′ 10″ O | bem tombado pela PMT                                         |            |
|        | Residência de José Antonino                        |                  | 7° 50′ 18″ S, 38° 06′ 13″ O | bem tombado pela PMT                                         |            |
|        | Residência de José Bezerra                         |                  | 7° 50′ 13″ S, 38° 06′ 10″ O | bem tombado pela PMT                                         |            |
|        | Residência de José Rodrigues da Silva              |                  |                             | bem tombado pela PMT                                         |            |
|        | Residência de João Costa                           |                  |                             | bem tombado pela PMT                                         |            |
|        | Residência de João José Fonseca                    |                  |                             | bem tombado pela PMT                                         |            |
|        | Residência de João José de Souza                   |                  |                             | bem tombado pela PMT                                         |            |
|        | Residência de João Lulu                            |                  | 7° 50′ 15″ S, 38° 06′ 06″ O | bem tombado pela PMT                                         |            |
|        | Residência de João Severino                        |                  | 7° 50′ 22″ S, 38° 06′ 05″ O | bem tombado pela PMT                                         |            |
|        | Residência de João dos Santos Lima                 |                  | 7° 50′ 22″ S, 38° 06′ 11″ O | bem tombado pela PMT                                         |            |
|        | Residência de Leda Ferraz                          |                  |                             | bem tombado pela PMT                                         |            |
|        | Residência de Lolita Andrade                       |                  | 7° 50′ 17″ S, 38° 06′ 10″ O | bem tombado pela PMT                                         |            |
|        | Residência de Luiz Alves de Queiroz                |                  |                             | bem tombado pela PMT                                         |            |
|        | Residência de Luiz Bezerra                         |                  | 7° 50′ 21″ S, 38° 06′ 11″ O | bem tombado pela PMT                                         |            |
|        | Residência de Luiz Cucai                           |                  |                             | bem tombado pela PMT                                         |            |
|        | Residência de Luiz F. de Gueiros                   |                  | 7° 50′ 21″ S, 38° 06′ 06″ O | bem tombado pela PMT                                         |            |
|        | Residência de Luiz Soares                          |                  | 7° 50′ 18″ S, 38° 06′ 03″ O | bem tombado pela PMT                                         |            |
|        | Residência de Manoel Andrade                       |                  | 7° 50′ 14″ S, 38° 06′ 14″ O | bem tombado pela PMT                                         |            |
|        | Residência de Manoel Castilho                      |                  | 7° 50′ 13″ S, 38° 06′ 13″ O | bem tombado pela PMT                                         |            |
|        | Residência de Maria Amorim                         |                  | 7° 50′ 24″ S, 38° 06′ 09″ O | bem tombado pela PMT                                         |            |
|        | Residência de Maria Bezerra Lima                   |                  | 7° 50′ 23″ S, 38° 06′ 12″ O | bem tombado pela PMT                                         |            |
|        | Residência de Maria Cândida da Silva               |                  | 7° 50′ 22″ S, 38° 06′ 06″ O | bem tombado pela PMT                                         |            |
|        | Residência de Maria Leandro da Silva               |                  | 7° 50′ 22″ S, 38° 06′ 06″ O | bem tombado pela PMT                                         |            |
|        | Residência de Marçal Maia                          |                  | 7° 50′ 16″ S, 38° 06′ 11″ O | bem tombado pela PMT                                         |            |
|        | Residência de Nadeje Barbosa                       |                  | 7° 50′ 15″ S, 38° 06′ 08″ O | bem tombado pela PMT                                         |            |
|        | Residência de Nelson Campos                        |                  |                             | bem tombado pela PMT                                         |            |
|        | Residência de Olga Barros                          |                  | 7° 50′ 19″ S, 38° 06′ 12″ O | bem tombado pela PMT                                         |            |
|        | Residência de Osias Xavier                         |                  | 7° 50′ 18″ S, 38° 06′ 11″ O | bem tombado pela PMT                                         |            |
|        | Residência de Otaviano de Lima                     |                  |                             | bem tombado pela PMT                                         |            |
|        | Residência de Paulo Xavier                         |                  | 7° 50′ 17″ S, 38° 06′ 12″ O | bem tombado pela PMT                                         |            |
|        | Residência de Pedro Pereira Lima                   |                  |                             | bem tombado pela PMT                                         |            |
|        | Residência de Pedro Pereira de Souza               |                  |                             | bem tombado pela PMT                                         |            |
|        | Residência de Pedro Siqueira                       |                  | 7° 50′ 17″ S, 38° 06′ 10″ O | bem tombado pela PMT                                         |            |
|        | Residência de Quinzeiro Diniz                      |                  | 7° 50′ 15″ S, 38° 06′ 15″ O | bem tombado pela PMT                                         |            |
|        | Residência de Rafael Melo Lima                     |                  | 7° 50′ 22″ S, 38° 06′ 06″ O | bem tombado pela PMT                                         |            |
|        | Residência de Raimundo Soares                      |                  | 7° 50′ 22″ S, 38° 06′ 09″ O | bem tombado pela PMT                                         |            |
|        | Residência de Rita Pereira de Souza                |                  | 7° 50′ 18″ S, 38° 06′ 10″ O | bem tombado pela PMT                                         |            |
|        | Residência de Rosa Barbosa                         |                  | 7° 50′ 22″ S, 38° 06′ 06″ O | bem tombado pela PMT                                         |            |
|        | Residência de Sebastião Pereira                    |                  | 7° 50′ 19″ S, 38° 06′ 03″ O | bem tombado pela PMT                                         |            |
|        | Residência de Socorro Pereira                      |                  | 7° 50′ 19″ S, 38° 06′ 05″ O | bem tombado pela PMT                                         |            |
|        | Residência de Vânia Menezes                        |                  | 7° 50′ 15″ S, 38° 06′ 12″ O | bem tombado pela PMT                                         |            |
|        | Residência de Zacarias Barbosa                     |                  | 7° 50′ 17″ S, 38° 06′ 12″ O | bem tombado pela PMT                                         |            |
|        | Residência de Zilda Florentino                     |                  |                             | bem tombado pela PMT                                         |            |
|        | Residência de Zizi Gusmão                          |                  | 7° 50′ 14″ S, 38° 06′ 08″ O | bem tombado pela PMT                                         |            |
|        | Sobrado da Escola Paroquial                        |                  |                             | bem tombado pela PMT                                         |            |
|        | Sobrado de Antônio Tito                            |                  |                             | bem tombado pela PMT                                         |            |
|        | Sobrado de Artur Viana                             |                  | 7° 50′ 17″ S, 38° 06′ 08″ O | bem tombado pela PMT                                         |            |
|        | Sobrado de Aureliano Lopes                         |                  |                             | bem tombado pela PMT                                         |            |
|        | Sobrado de Cristóvão Jakson                        |                  | 7° 50′ 18″ S, 38° 06′ 11″ O | bem tombado pela PMT                                         |            |
|        | Sobrado de Enilma Burrêgo                          |                  | 7° 50′ 18″ S, 38° 06′ 06″ O | bem tombado pela PMT                                         |            |
|        | Sobrado de Galdino Diniz                           |                  | 7° 50′ 19″ S, 38° 06′ 11″ O | bem tombado pela PMT                                         |            |
|        | Sobrado de Joaquim Antas                           |                  | 7° 50′ 15″ S, 38° 06′ 09″ O | bem tombado pela PMT                                         |            |
|        | Sobrado de Joaquim Pedreira                        |                  | 7° 50′ 14″ S, 38° 06′ 14″ O | bem tombado pela PMT                                         |            |
|        | Sobrado de José Baião                              |                  | 7° 50′ 19″ S, 38° 06′ 10″ O | bem tombado pela PMT                                         |            |
|        | Sobrado de José Leal                               |                  | 7° 50′ 19″ S, 38° 06′ 11″ O | bem tombado pela PMT                                         |            |
|        | Sobrado de Lioza Ferraz                            |                  |                             | bem tombado pela PMT                                         |            |
|        | Sobrado de Romeu Diniz                             |                  |                             | bem tombado pela PMT                                         |            |
|        | Sobrado de Severino Trindade                       |                  |                             | bem tombado pela PMT                                         |            |
|        | Sobrado de Socorro Soares                          |                  |                             | bem tombado pela PMT                                         |            |

∑ 174 items.